# تاي نوريس
تاي نوريس (بالإنجليزية: Ty Norris)‏ هو مهندس أمريكي، ولد في 19 يوليو 1965 في سمتر في الولايات المتحدة.